# Io (pel·lícula)
Io és una pel·lícula de ciència-ficció dels Estats Units del 2019 dirigida per Jonathan Helpert i protagonitzada per Margaret Qualley, Anthony Mackie i Danny Huston.

## Sinopsi
La Sam Walden és una jove científica que s'aferra a viure a la Terra, que es troba devastada i a punt de morir. Quan l'avisen que ha de traslladar-se al més aviat possible a Io, una colònia espacial provisional on es troba la major part de la població mundial que va aconseguir sobreviure, apareix de manera inesperada en Micah, un home que inexplicablement ha aconseguit sobreviure a la Terra i que tractarà d'ajudar la Sam a arribar a la colònia.